# Sacculina leptodiae
Sacculina leptodiae is een krabbezakjessoort uit de familie van de Sacculinidae. De wetenschappelijke naam van de soort is voor het eerst geldig gepubliceerd in 1911 door Guérin-Gavinet.